# Francisca de Bragança
Francisca de Bragança (nome completo: Francisca Carolina Joana Carlota Leopoldina Romana Xavier de Paula Micaela Gabriela Rafaela Gonzaga; Rio de Janeiro, 2 de agosto de 1824 — Paris, 27 de março de 1898) foi uma princesa do Brasil por nascimento e princesa de Joinville por casamento com Francisco, Príncipe de Joinville, membro da família real francesa. Era a quarta filha do imperador Pedro I do Brasil e sua primeira esposa Maria Leopoldina da Áustria, sendo assim, irmã do imperador Pedro II do Brasil e da rainha Maria II de Portugal e membro do ramo brasileiro da Casa de Bragança.

## Biografia

### Família e educação
Francisca nasceu em 2 de agosto de 1824 no Palácio de São Cristóvão, no Rio de Janeiro, capital do Império do Brasil. Seu nome por extenso era "Francisca Carolina Joana Carlota Leopoldina Romana Xavier de Paula Micaela Gabriela Rafaela Gonzaga". Por intermédio de seu pai, o imperador Dom Pedro I, ela era membro do ramo brasileiro da sereníssima Casa de Bragança e era chamada pelo honorífico de "Dona" desde o nascimento. Sua mãe era a arquiduquesa Maria Leopoldina da Áustria, filha de Francisco I, o último Sacro Imperador Romano como Francisco II. Através dela, Francisca era sobrinha de Napoleão Bonaparte e prima dos imperadores Napoleão II da França, Francisco José I da Áustria-Hungria e de Maximiliano I do México.
Francisca perdeu sua mãe, D. Maria Leopoldina, com menos de três anos de idade. Aos sete anos, ela viu o pai, D. Pedro I do Brasil (Pedro IV de Portugal), sua madrasta (Amélia de Leuchtenberg) - que havia se casado com D. Pedro I em 1829 -, e sua irmã mais velha (a futura Maria II de Portugal) partirem para Lisboa - tanto Francisca quanto os irmãos Pedro e Januária nunca mais veriam o pai.
Francisca cresceu ao lado dos irmãos  D. Pedro de Alcântara (posteriormente imperador D. Pedro II do Brasil), Paula Mariana e Januária, sob a tutela de José Bonifácio de Andrada e Silva, diplomata, erudito, filósofo e poeta brasileiro, nomeado guardião pelo pai das crianças imperiais. Os irmãos foram criados tanto na etiqueta, quanto em línguas, cultura em geral e tudo mais. E era uma educação muito centrada, muito regrada. Era conhecido que tanto D. Francisca quanto sua irmã mais velha D. Januária teriam aprendido a cozinhar, bem como, juntamente com o irmão D. Pedro, brincavam no pequeno teatro criado para elas em São Cristóvão, onde representavam e declamavam peças, bem como brincavam de rezar missas, onde a princesa D. Francisca revestia-se de padre, sua irmã e seu irmão eram acólitos.

### Casamento e vida na França

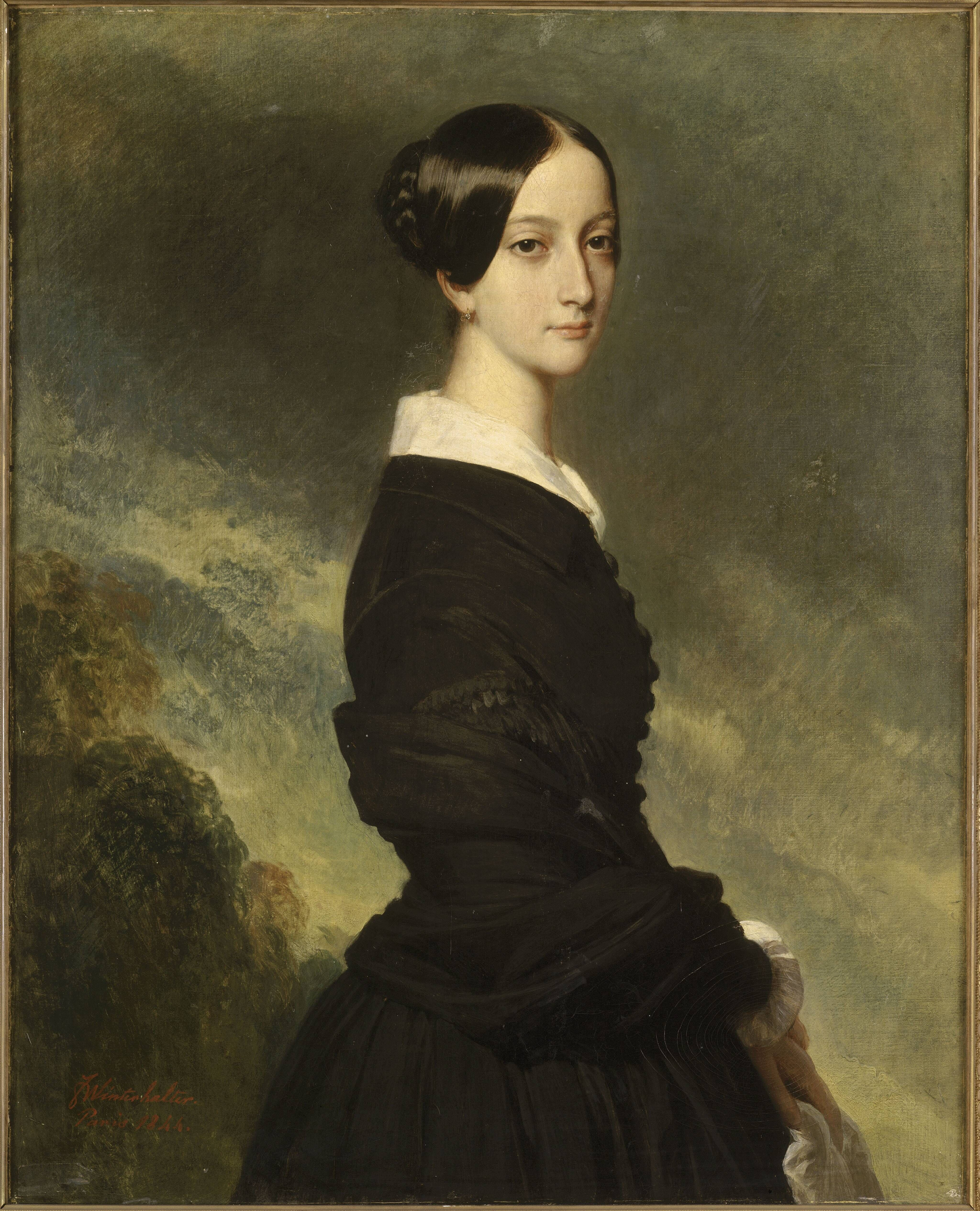
Francisca, Princesa de Joinville
Franz Xaver Winterhalter, 1844. No Palácio de Versalhes

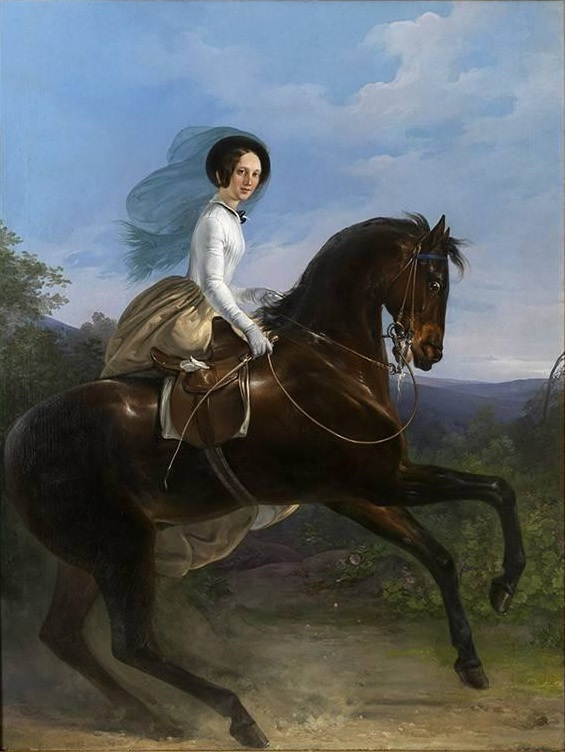
A Princesa de Joinville montando em cavalo. Aquarela atribuída a Henri d’Aincy, mas possivelmente o pintor foi o próprio marido da princesa

A princesa Francisca casou-se com o príncipe francês Francisco de Orleães, terceiro filho do rei dos franceses Luís Filipe I de França e Maria Amélia de Nápoles e Sicília, tia de D. Leopoldina e tia-avó de D. Francisca. O casamento aconteceu no Rio de Janeiro em 1 de maio de 1843. A noiva tinha dezenove anos e o noivo vinte e cinco. A Baronesa de Langsdorff, companheira de Francisca, foi a encarregada dos preparativos do casamento.
De acordo com o contrato de casamento, o dote da noiva era estimado em um milhão de francos, além de 25 léguas quadrads de terra no estado de Santa Catarina no Brasil. A fortuna pessoal da noiva, que não estava incluída no dote, era de 25 000 francos, além de uma herança de diamantes que totalizava 200 000 francos.
Após o casamento, recebeu o título de "Sua Alteza Real, Francisca, Princesa de Joinville".
A princesa causou uma boa impressão em todos. Conhecida na corte francesa La belle Françoise (A bela Francisca), aos dezenove anos, Francisca foi descrita por um embaixador francês:
| «Ela é alta e muito elegante; sua expressão é amável e a vivacidade de sua formosura nada fica a dever a sua dignidade. A princesa tem cabelos louros, olhos muito escuros e ligeiramente afastados e um olhar doce muito agradável. Sua fronte talvez seja proeminente em demasia, mas toda a parte inferior do rosto e da boca possui uma expressão sedutora.» |

O casal se estabeleceu em Paris, onde a princesa era considerada uma das mais belas aristocratas, e todo o mundo metropolitano admirava sua alegre espontaneidade. À noite, ao contrário de outros membros da família real, os noivos gostavam de visitar cafés, restaurantes e teatros, e de manhã preferiam passear a cavalo pelo Bois de Boulogne. O príncipe de Joinville, assim como a esposa, era um bom aguarelista, tendo até mesmo produzido uma tela da mulher montando em cavalo. Ainda na corte francesa, Francisca tornou-se amiga de uma fidalga brasileira casada com um nobre francês, Luísa Margarida de Barros Portugal, Condessa de Barral.

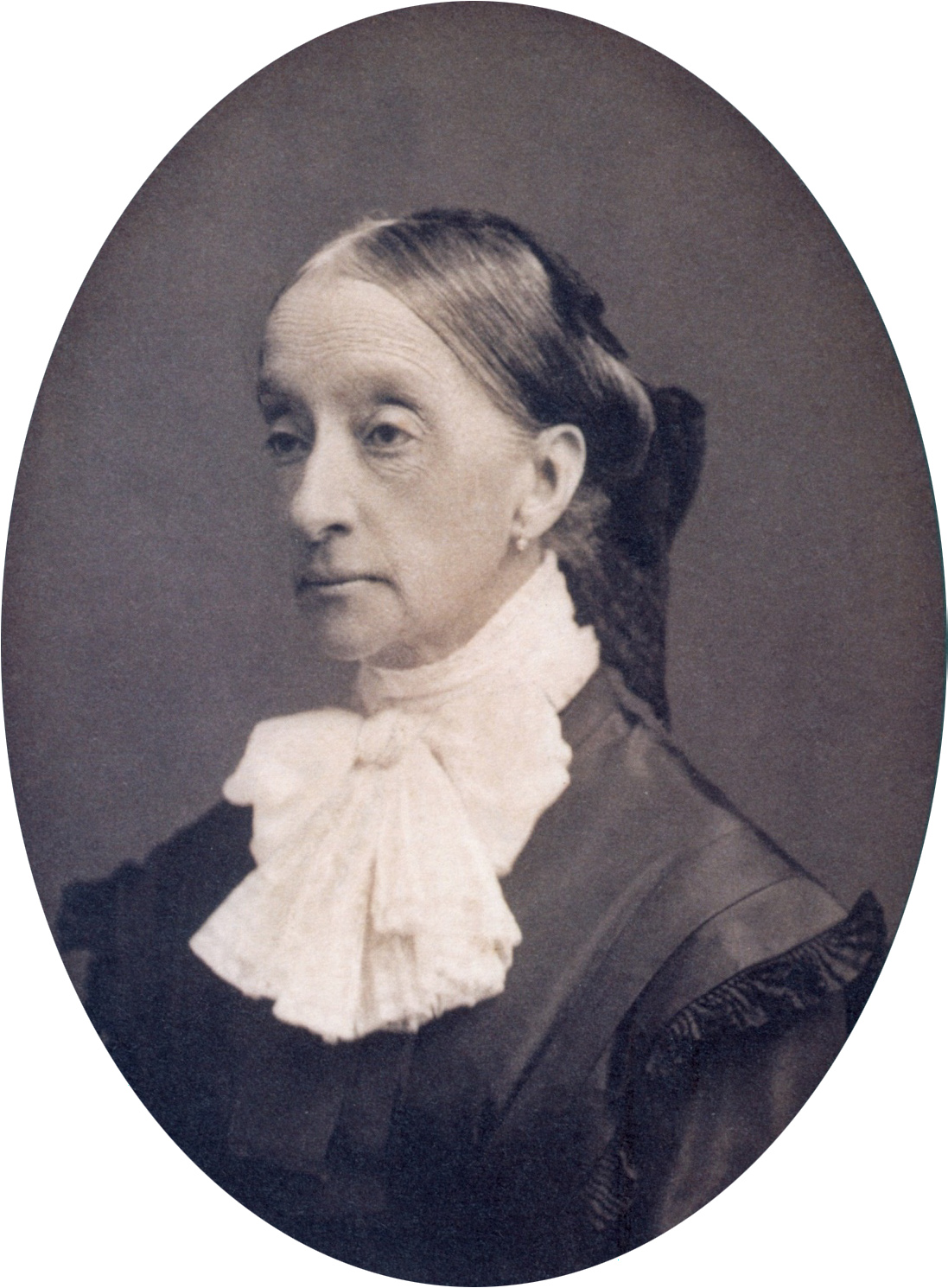
Francisca em seus últimos anos, c. 1880

Todavia, em 1848, a monarquia foi extinta na França, e os Orléans seguiram para o exílio. Dotada de espírito combativo, D. Francisca negociou com vigor com os republicanos a fuga de sua família. Exilou-se em Claremont, Inglaterra, e manteve uma intensa troca de correspondência com seu irmão no Brasil. Com dificuldades financeiras, os príncipes de Joinville negociaram as terras catarinenses com a Companhia Colonizadora Alemã, do senador Christian Mathias Schroeder, rico comerciante e dono de alguns navios. Assim nasceu a Colônia Dona Francisca, mais tarde Joinville, atualmente a maior cidade do estado de Santa Catarina.
Tratada carinhosamente como "Mana Chica" por D. Pedro II, D. Francisca, que sempre foi íntima do irmão, alertava-o e defendia medidas enérgicas contra o crescimento do republicanismo no Brasil. Em 1864, ela enviou os príncipes Gastão de Orléans, Conde d'Eu, e Luís Augusto de Saxe-Coburgo-Gota para o Brasil, onde se casariam com suas sobrinhas, D. Leopoldina e D. Isabel, respectivamente. Entretanto, os casais preferiram inverter a orientação familiar, casando-se o Conde d'Eu com a princesa Isabel, e o príncipe Luís Augusto com a princesa Leopoldina; o próprio filho de Francisca, Pedro, Duque de Penthièvre, já havia sido considerado como potencial noiva para uma das primas brasileiras. Sempre íntima do irmão imperador, Francisca tinha até mesmo o influenciado uma década antes a contratar a Condessa de Barral, que conhecera na França, como preceptora das princesas Isabel e Leopoldina.
Entretanto, após a queda da Napoleão III e do Segundo Império Francês em 1870, em decorrência da Guerra Franco-Prussiana, a família Orléans retornou à França; Francisca faleceu em Paris aos 73 anos. Seu marido sobreviveu por mais dois anos, falecendo em Paris em 1900. Ambos estão enterrados na Capela real de Dreux. Em seus últimos anos, Francisca  testemunhou a queda do Império do Brasil, em 1889, e o exílio do irmão D. Pedro II.

## Galeria

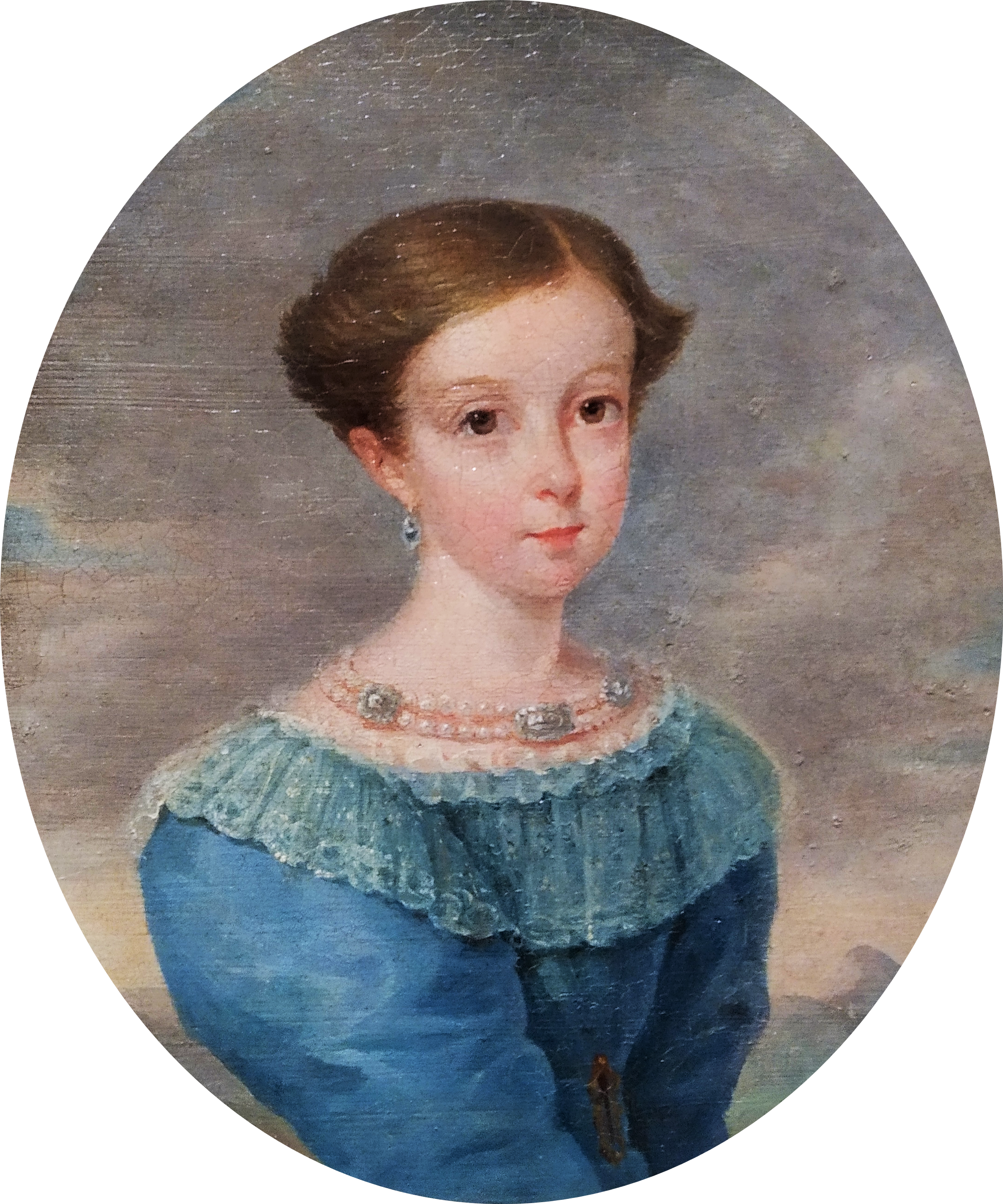
D. Francisca de Bragança, em 1830, por Simplício Rodrigues de Sá
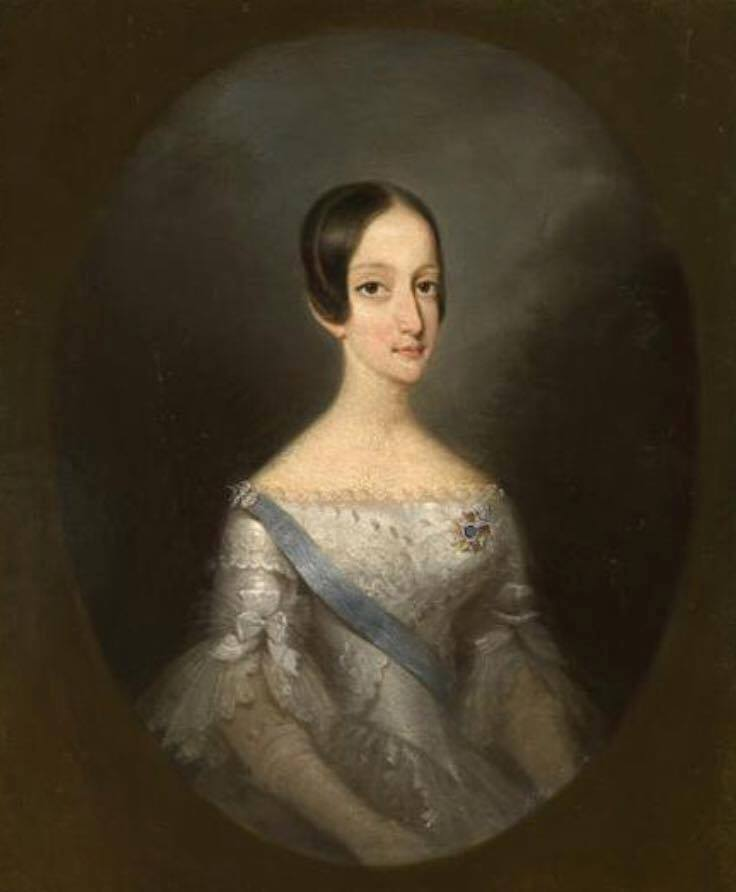
D. Francisca, Princesa do Brasil
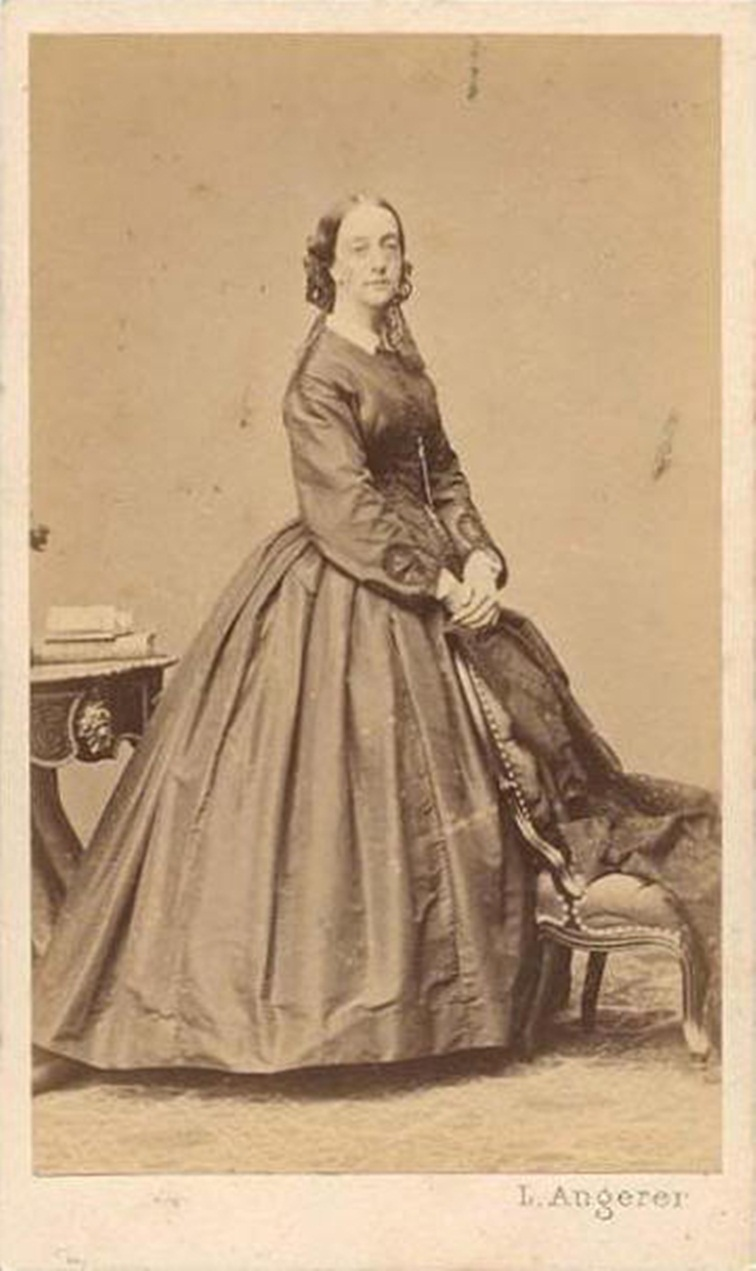
Francisca, Princesa de Joinville, Fotografia de Ludwig Angerer
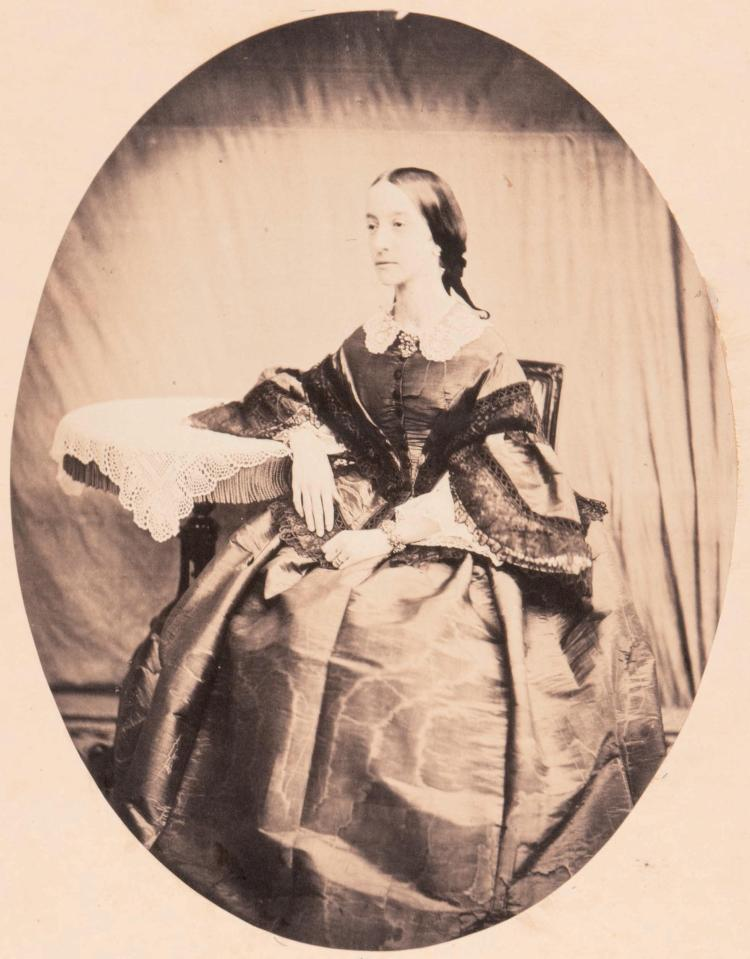
Francisca de Bragança, Princesa de Joinville
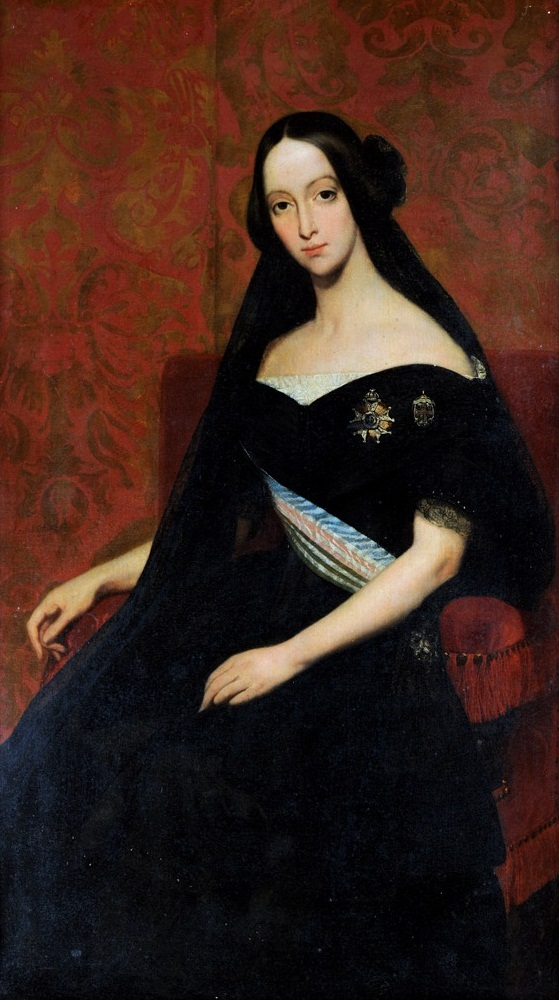
Francisca de Joinville
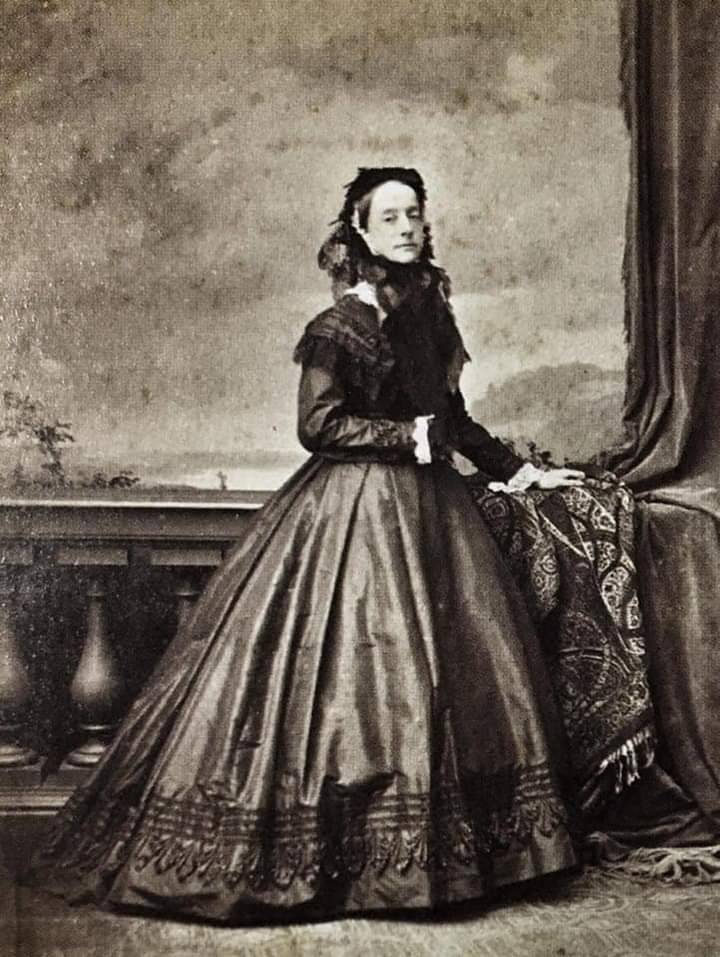
Francisca de Bragança Coleção Princesa Isabel: Fotografia do século XIX. Rio de Janeiro: Capivara, 2008
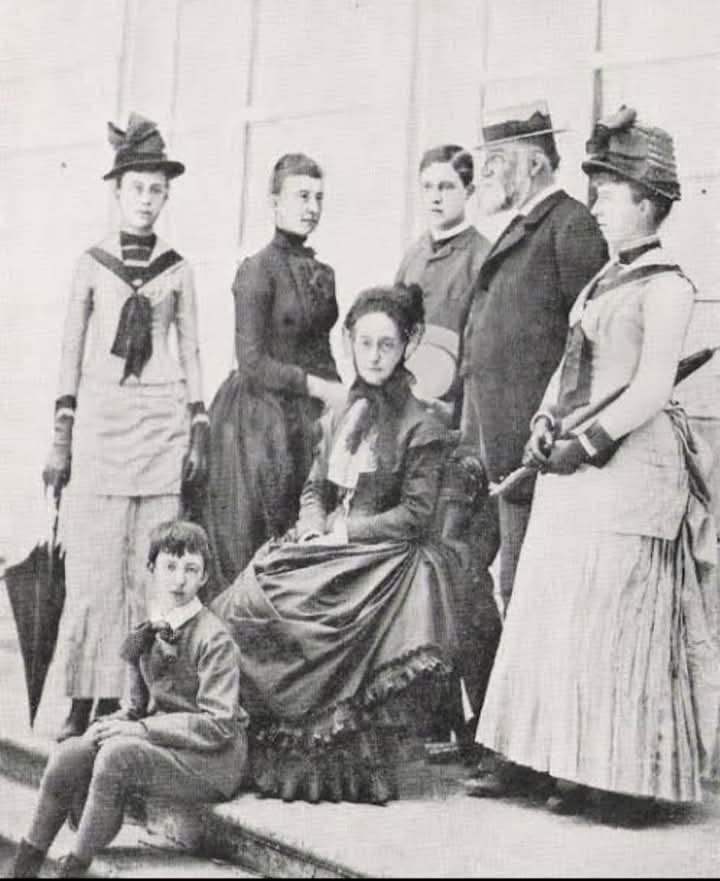
A princesa Francisca do Brasil, o marido, família e amiga em fotografia de 1867.

## Legado

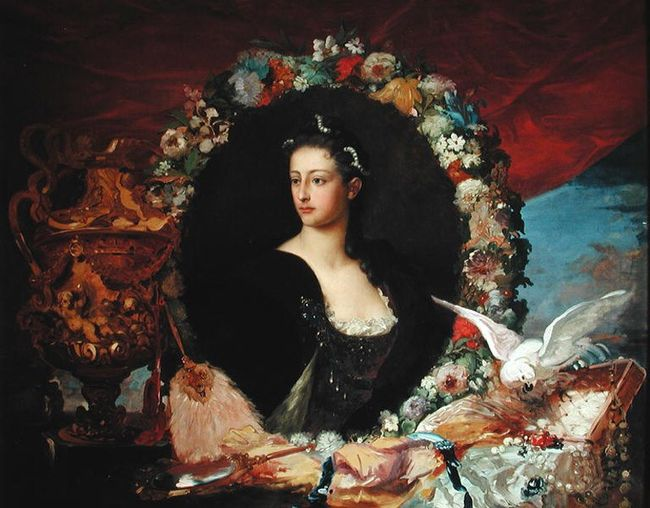
Retrato da Princesa de Joinville, por Amédée Faure, c. 1845-47. Localizado no Museu Condé

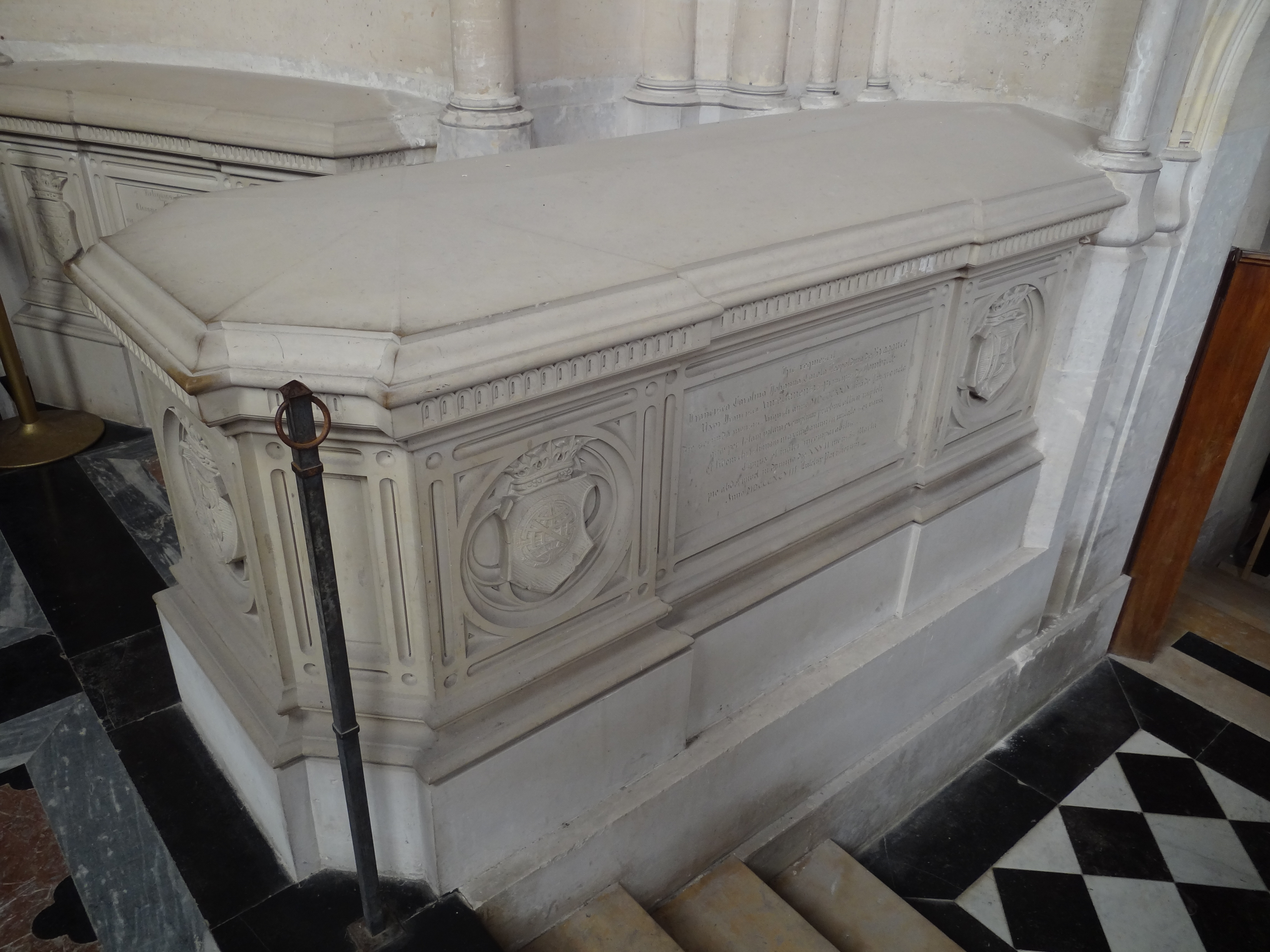
Túmulo de Francisca na Capela real de Dreux, França

O seu diário da viagem durante seu translado do Brasil para à França foi posteriormente publicado por Victorine Emilie, a Baronesa de Langsdorff, encarregada de preparar o casamento do filho do rei dos franceses coma princesa brasileira.
Em Joinville, cidade que foi nomeada em homenageada a Francisca e o marido, pode se encontrar, na Rua das Palmeiras, uma réplica do busto da princesa, produzido originalmente em bronze pelo pelo artista alemão Fritz Alt. Ainda em Joinville, também conhecida como "a Cidade dos Príncipes", uma das ruas mais movimentadas da cidade também carrega o nome da princesa de Joinville, ligando o Centro à zona Norte.
Aquarelista, três obras da princesa fazem parte do acervo da Biblioteca Nacional do Brasil, com sede no Rio de Janeiro, e retratam pássaros desenhados em aquarela.
Ademais, através de sua filha, a Duquesa de Chartres, Francisca foi avó materna da princesa Maria da Dinamarca, mãe de Ana de Bourbon-Parma, esposa do rei Miguel I da Romênia.  Francisca também é ancestral comum do atual pretendente ao trono francês.

## Títulos e honrarias

### Títulos e estilos
- 2 de agosto de 1824 — 1 de maio de 1843: Sua Alteza, a Princesa Francisca do Brasil
- 1 de maio de 1843 — 27 de março de 1898: Sua Alteza Real, a Princesa de Joinville

Em sua vida Francisca teve os seguintes títulos:
- Princesa do Brasil
- Princesa da França
- Princesa de Joinville
- Princesa de Orléans

### Honrarias
Grã-Cruz da Imperial Ordem de Pedro I
 Grã-Cruz da Imperial Ordem da Rosa
 Grã-Cruz da Ordem de Nossa Senhora da Conceição de Vila Viçosa
 Grã-Cruz da Ordem Real de Santa Isabel
 Dignitária da Ordem das Damas Nobres de Espanha
 Dignitária da Ordem da Cruz Estrelada
 Dignitária da Ordem de Santa Isabel da Baviera

## Descendência

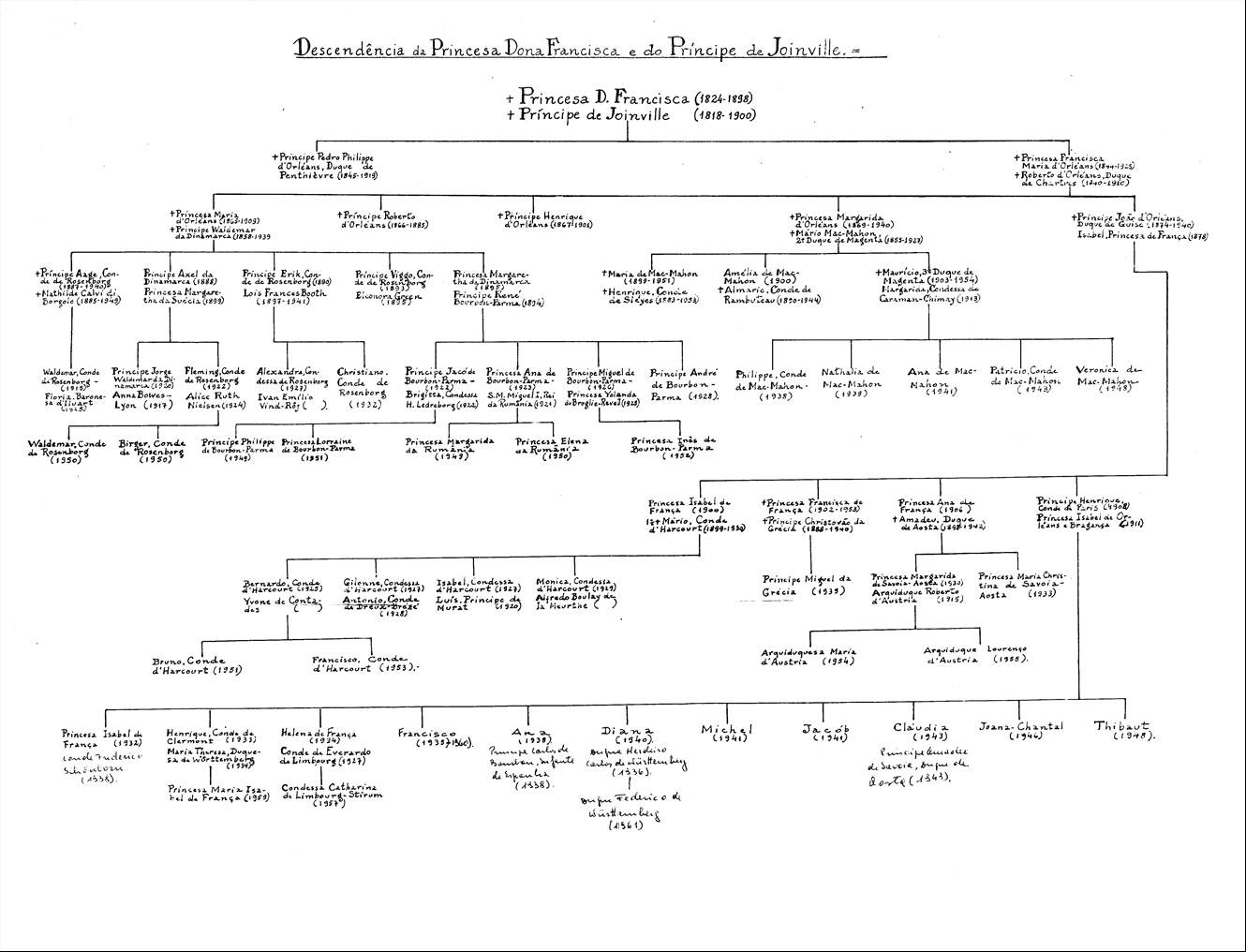
Descendência da Princesa Dona Francisca (1824-1898) e do Príncipe de Joinville (1818-1900).

| Nome                        | Retrato | Vida                                         | Notas                                                                 |
| --------------------------- | ------- | -------------------------------------------- | --------------------------------------------------------------------- |
| Francisca de Orléans        |         | 14 de agosto de 1844 – 28 de outubro de 1925 | Casou-se com Roberto, Duque de Chartres em 1863, com descendência.    |
| Pedro, Duque de Penthièvre  |         | 4 de novembro de 1845 – 17 de julho de 1919  | Não se casou, mas teve dois filhos ilegítimos com Angélique Lebesgue. |
| Maria Leopoldina de Orléans |         | 30 de outubro de 1849                        | Morreu poucas horas após o nascimento.[carece de fontes?]             |